# Насекомоядни прилепи
Насекомоядните прилепи (Microchiroptera) са подразред дребни бозайници от разред Прилепи (Chiroptera).
Той обхваща повечето видове прилепи и представителите му са разпространени по целия свят. За разлика от плодоядните прилепи (Megachiroptera) те се хранят главно с насекоми, зрението им е слабо и се ориентират чрез ехолокация. На дължина различните видове достигат между 4 и 16 сантиметра.

## Семейства
Подразред Microchiroptera
Надсемейство Emballonuroidea
Emballonuridae
Надсемейство Molossoidea
Antrozoidae
Molossidae – Булдогови прилепи
Надсемейство Nataloidea
Furipteridae
Myzopodidae
Natalidae
Thyropteridae
Надсемейство Noctilionoidea
Mormoopidae
Mystacinidae
Noctilionidae
Phyllostomidae – Американски листоноси прилепи
Надсемейство Rhinolophoidea
Megadermatidae
Nycteridae
Rhinolophidae – Подковоносови
Надсемейство Rhinopomatoidea
Craseonycteridae
Rhinopomatidae
Надсемейство Vespertilionoidea
Vespertilionidae – Гладконоси прилепи